# Grand Prix-wegrace van de DDR 1971
De Grand Prix-wegrace van de DDR 1971 was de zesde race van het wereldkampioenschap wegrace-seizoen 1971. De races werden verreden op 10 en 11 juli 1971 op de Sachsenring nabij Hohenstein-Ernstthal (Saksen). Tijdens de training verongelukte de Oost-Duitse coureur Günter Bartusch. Hoewel het pas de vijfde GP was, werd de 500cc-titel al beslist in het voordeel van Giacomo Agostini.

## Algemeen
Nog voor zijn thuiswedstrijd op de Sachsenring viel Günter Bartusch tijdens de trainingen voor de 350cc-klasse. De oorzaak van het ongeluk is nog steeds twijfelachtig. Een aantal bladen berichtten dat zijn MZ RE 300 een vastloper had gekregen, maar MZ bestreed dat. Volgens de fabriek was een rijdersfout de oorzaak van het ongeluk. Günter Bartusch overleed aan zijn verwondingen. Voor aanvang van de race werd een minuut stilte in acht genomen, en op de vierde startplaats, waar Bartusch had moeten staan, werden bloemen gelegd door Egbert von Frankenberg und Proschlitz, de voorzitter van de Allgemeiner Deutscher Motorsport Verband.

## 500 cc
Giacomo Agostini (MV Agusta) won in de DDR zijn tachtigste Grand Prix, wat hem een wereldrecord opleverde. Bovendien was hij door deze overwinning zeker van zijn negende wereldtitel, evenveel als Mike Hailwood en Carlo Ubbiali. Keith Turner (Suzuki) werd tweede en Ernst Hiller (Kawasaki) werd derde. Rob Bron (Suzuki) had pech: na een slechte start vocht hij zich naar de vijfde plaats, maar trapte toen zijn schakelpedaal stuk. Hij verloor twee ronden in de pit, maar werd dankzij het grote aantal uitvallers toch nog achtste.

### Uitslag 500 cc
| Pos | Coureur              | Merk      | Tijd        | Punten |
| --- | -------------------- | --------- | ----------- | ------ |
| 1   | Giacomo Agostini     | MV Agusta | 1:04:47.800 | 15     |
| 2   | Keith Turner         | Suzuki    | +2:48.900   | 12     |
| 3   | Ernst Hiller         | Kawasaki  | +1 ronde    | 10     |
| 4   | Hansruedi Brüngger   | Bultaco   | +1 ronde    | 8      |
| 5   | Kaarlo Koivuniemi    | Seeley    | +1 ronde    | 6      |
| 6   | Karl Auer            | Matchless | +2 ronden   | 5      |
| 7   | Jean Campiche        | Honda     | +2 ronden   | 4      |
| 8   | Rob Bron             | Suzuki    | +3 ronden   | 3      |
| 9   | Pentti Lehtelä       | Yamaha    | +8 ronden   | 2      |
| DNF | Eric Offenstadt      | Kawasaki  |             |        |
| DNF | Tommy Robb           | Seeley    |             |        |
| DNF | Bo Granath           | Husqvarna |             |        |
| DNF | Lothar John          | Yamaha    |             |        |
| DNF | Maurica Hawthorne    | Kawasaki  |             |        |
| DNF | Kurt-Ivan Carlsson   | Yamaha    |             |        |
| DNF | Matti Salonen        | Yamaha    |             |        |
| DNF | Piet van der Wal     | Kawasaki  |             |        |
| DNF | John Dodds           | König     |             |        |
| DNF | Werner Bergold       | Kawasaki  |             |        |
| DNF | Gyula Marsovszky     | Linto     |             |        |
| DNF | Theo Louwes          | Kawasaki  |             |        |
| DNF | Hannu Kuparinen      | Suzuki    |             |        |
| DNF | Karl Hoppe           | König     |             |        |
| DNF | Martin Carney        | Kawasaki  |             |        |
| DNF | Sven-Olof Gunnarsson | Kawasaki  |             |        |
| DNF | Kai Kuparinen        | Suzuki    |             |        |
| DNF | Arpad Juhos          | Aermacchi |             |        |

## 350 cc
Op de Sachsenring leek Theo Bult alle pech van de wereld te hebben. Zijn Yamsel liep al voor de start op één cilinder en men kreeg het probleem niet opgelost. Theo startte toch maar, om tenminste het startgeld te kunnen innen. Net toen hij de machine wilde parkeren begon hij ineens op twee cilinders te lopen en hij reed de machine uiteindelijk zelfs naar de vierde plaats, tot groot enthousiasme van de Oost-Duitse publiek. Giacomo Agostini (MV Agusta) won met groot gemak, want er was geen enkele strijd om de eerste drie plaatsen. Paul Smart (Yamaha) werd op ruime afstand tweede en László Szabó werd derde.

### Uitslag 350 cc
| Pos | Coureur            | Merk      | Tijd            | Punten |
| --- | ------------------ | --------- | --------------- | ------ |
| 1   | Giacomo Agostini   | MV Agusta | 55:29.900       | 15     |
| 2   | Paul Smart         | Yamaha    | +1:20.400       | 12     |
| 3   | László Szabó       | Yamaha    | +1:40.100       | 10     |
| 4   | Theo Bult          | Yamsel    | +2:14.800       | 8      |
| 5   | Werner Pfirter     | Yamaha    | +2:37.900       | 6      |
| 6   | Kurt-Ivan Carlsson | Yamaha    | +1 ronde        | 5      |
| 7   | Maurice Hawthorne  | Yamaha    |                 | 4      |
| 8   | Franz Kroon        | Yamaha    |                 | 3      |
| 9   | Bo Granath         | Yamaha    |                 | 2      |
| 10  | Piet van der Wal   | Yamaha    |                 | 1      |
| DNS | Günter Bartusch    | MZ        | val in training | (†)    |

## 250 cc
Na de 250cc-race juichte het Oost-Duitse publiek om de overwinning van West-Duitser Dieter Braun. Hij had een flink gevecht moeten leveren tegen Rodney Gould (tweede), Phil Read (derde) en Gyula Marsovszky (vierde). De eerste vier finishten binnen 1,6 seconden. Nog tijdens de race probeerde een official van de Allgemeiner Deutscher Motorsport Verband raceleider Hans Zacharias te bewegen Dieter Braun voortijdig met de zwarte vlag uit de race te halen, om te verhinderen dat het West-Duitse volkslied gespeeld zou worden. Zacharias weigerde dat te doen, en verloor zijn baan als raceleider. Het publiek zong bij de huldiging het derde couplet van het "Lied der Deutschen" (het West-Duitse volkslied). Als reactie daarop werd de Grand Prix van de DDR in vanaf 1973 een uitnodigingswedstrijd, alleen voor coureurs uit de socialistische landen. De Grand Prix verloor daardoor haar WK-status.

### Uitslag 250 cc
| Pos | Coureur          | Merk   | Tijd            | Punten |
| --- | ---------------- | ------ | --------------- | ------ |
| 1   | Dieter Braun     | Yamaha | 47:09.500       | 15     |
| 2   | Rodney Gould     | Yamaha | +0.500          | 12     |
| 3   | Phil Read        | Yamaha | +1.600          | 10     |
| 4   | Gyula Marsovszky | Yamaha | +50.000         | 8      |
| 5   | Jarno Saarinen   | Yamaha | +50.400         | 6      |
| 6   | Barry Sheene     | Yamaha | +1:09.100       | 5      |
| 7   | Chas Mortimer    | Yamaha | +1:26.300       | 4      |
| 8   | Silvio Grassetti | MZ     | +1:29.100       | 3      |
| 9   | Leo Commu        | Yamaha | +2:23.200       | 2      |
| 10  | Werner Pfirter   | Yamaha | +2:40.200       | 1      |
| DNS | Günter Bartusch  | MZ     | val in training | (†)    |

## 125 cc
Ángel Nieto won de 125cc-race met overmacht, voor Barry Sheene en Börje Jansson.

### Uitslag 125 cc
| Pos | Coureur          | Merk    | Tijd      | Punten   |
| --- | ---------------- | ------- | --------- | -------- |
| 1   | Ángel Nieto      | Derbi   | 40:07.900 | 15       |
| 2   | Barry Sheene     | Suzuki  | +0.400    | 12       |
| 3   | Börje Jansson    | Maico   | +8.900    | 10       |
| 4   | Dieter Braun     | Maico   | +42.400   | 8        |
| 5   | Cees van Dongen  | Yamaha  | +1:08.900 | 6        |
| 6   | Jürgen Lenk      | MZ      | +1:41.400 | 5        |
| 7   | János Drapál     | MZ      | +2:13.600 | 4        |
| 8   | Thomas Heuschkel | MZ      | +2:22.100 | 3        |
| 9   | Bernd Köhler     | MZ      | +2:41.900 | 2        |
| 10  | Friedhelm Kohlar | MZ      | +2:45.700 | 1        |
| DNS | Aalt Toersen     | Jamathi | blessure  | blessure |

## 50 cc
In de DDR ging het voor het eerst goed met de Jamathi's, maar nu had men de pech dat eerste rijder Aalt Toersen tijdens de 125cc-training gevallen was en een middenvoetsbeentje had gebroken. Daarom werden de Jamathi's bestuurd door Herman Meijer en Cees van Dongen. In de race moest Jan de Vries de strijd met Ángel Nieto aangaan zonder achterrem, nadat hij de klinknagel van die rem kapot getrapt had. Desondanks wist hij met slechts 0,6 seconde achterstand te finishen, terwijl Jos Schurgers derde werd. Herman Meijer had bij zijn debuut op de Jamathi het leidende trio lang kunnen volgen, maar moest tegen het eind een gaatje laten vallen.

### Uitslag 50 cc
| Pos | Coureur            | Merk              | Tijd      | Punten   |
| --- | ------------------ | ----------------- | --------- | -------- |
| 1   | Ángel Nieto        | Derbi             | 26:18.500 | 15       |
| 2   | Jan de Vries       | Van Veen-Kreidler | +0.600    | 12       |
| 3   | Jos Schurgers      | Van Veen-Kreidler | +6.500    | 10       |
| 4   | Herman Meijer      | Jamathi           | +41.800   | 8        |
| 5   | Cees van Dongen    | Jamathi           | +1:23.800 | 6        |
| 6   | Hans-Jürgen Hummel | Kreidler          | +3:49.700 | 5        |
| 7   | Günter Hilbig      | MZ                |           | 4        |
| 8   | Lasse Johansson    | Maico             |           | 3        |
| 9   | Zbyněk Havrda      | AHRA              |           | 2        |
| 10  | Peter Müller       | Zündapp           |           | 1        |
| DNS | Aalt Toersen       | Jamathi           | blessure  | blessure |

1958 · 1959 · 1960 · 1961 · 1962 · 1963 · 1964 · 1965 · 1966 · 1967 · 1968 · 1969 · 1970 · 1971 · 1972 · 1973 · 1974 · 1975 · 1976 · 1977 · 1978 · 1979 · 1980 · 1981 · 1982 · 1983 · 1984 · 1985 · 1986 · 1987 · 1988 · 1989